# Lista över fornlämningar i Vallentuna kommun (Vallentuna)
Lista över fornlämningar i Vallentuna kommun (Vallentuna) är en förteckning av ett urval av de fornlämningar som finns i Vallentuna i Vallentuna kommun.
| Namn                              | Lämningstyp                      | Tillkomsttid | Historisk indelning | Plats | Läge                 | ID-nr          | Bild                                      |
| --------------------------------- | -------------------------------- | ------------ | ------------------- | ----- | -------------------- | -------------- | ----------------------------------------- |
| Vallentuna 1:1                    | Gravfält                         |              | Vallentuna, Uppland |       | 59.501833, 18.146937 | 10010800010001 | Ladda upp en bild av detta fornminne      |
| Vallentuna 2:1                    | Hög                              |              | Vallentuna, Uppland |       | 59.502106, 18.144730 | 10010800020001 | Ladda upp en bild av detta fornminne      |
| Vallentuna 4:1                    | Hög                              |              | Vallentuna, Uppland |       | 59.499088, 18.146340 | 10010800040001 | Ladda upp en bild av detta fornminne      |
| Vallentuna 5:1                    | Gravfält                         |              | Vallentuna, Uppland |       | 59.500395, 18.139809 | 10010800050001 | Ladda upp en bild av detta fornminne      |
| Vallentuna 6:1                    | Hög                              |              | Vallentuna, Uppland |       | 59.499352, 18.135116 | 10010800060001 | Ladda upp en bild av detta fornminne      |
| Vallentuna 7:1                    | Hällristning                     |              | Vallentuna, Uppland |       | 59.499722, 18.134272 | 10010800070001 | Ladda upp en bild av detta fornminne      |
| Vallentuna 8:1                    | Stensättning                     |              | Vallentuna, Uppland |       | 59.501295, 18.139870 | 10010800080001 | Ladda upp en bild av detta fornminne      |
| Vallentuna 9:1                    | Stensättning                     |              | Vallentuna, Uppland |       | 59.503104, 18.134051 | 10010800090001 | Ladda upp en bild av detta fornminne      |
| Vallentuna 10:1                   | Stensättning                     |              | Vallentuna, Uppland |       | 59.504021, 18.124660 | 10010800100001 | Ladda upp en bild av detta fornminne      |
| Vallentuna 10:2                   | Stensättning                     |              | Vallentuna, Uppland |       | 59.503903, 18.124648 | 10010800100002 | Ladda upp en bild av detta fornminne      |
| Vallentuna 11:1                   | Stensättning                     |              | Vallentuna, Uppland |       | 59.500720, 18.128771 | 10010800110001 | Ladda upp en bild av detta fornminne      |
| Vallentuna 11:2                   | Stensättning                     |              | Vallentuna, Uppland |       | 59.500599, 18.128717 | 10010800110002 | Ladda upp en bild av detta fornminne      |
| Vallentuna 12:1                   | Stensättning                     |              | Vallentuna, Uppland |       | 59.498655, 18.128891 | 10010800120001 | Ladda upp en bild av detta fornminne      |
| Vallentuna 12:2                   | Stensättning                     |              | Vallentuna, Uppland |       | 59.498520, 18.129356 | 10010800120002 | Ladda upp en bild av detta fornminne      |
| Vallentuna 14:1                   | Runristning                      |              | Vallentuna, Uppland |       | 59.530931, 18.074331 | 10010800140001 | Ladda upp en till bild av detta fornminne |
| Vallentuna 15:1                   | Runristning                      |              | Vallentuna, Uppland |       | 59.531260, 18.073698 | 10010800150001 | Ladda upp en till bild av detta fornminne |
| Vallentuna 16:1                   | Runristning                      |              | Vallentuna, Uppland |       | 59.531439, 18.073608 | 10010800160001 | Ladda upp en till bild av detta fornminne |
| Vallentuna 18:1                   | Gravfält                         |              | Vallentuna, Uppland |       | 59.531133, 18.070197 | 10010800180001 | Ladda upp en bild av detta fornminne      |
| Vallentuna 19:1                   | Stensättning                     |              | Vallentuna, Uppland |       | 59.532372, 18.067991 | 10010800190001 | Ladda upp en bild av detta fornminne      |
| Vallentuna 20:1                   | Stensättning                     |              | Vallentuna, Uppland |       | 59.532998, 18.067715 | 10010800200001 | Ladda upp en bild av detta fornminne      |
| Vallentuna 21:1                   | Gravfält                         |              | Vallentuna, Uppland |       | 59.533811, 18.064737 | 10010800210001 | Ladda upp en bild av detta fornminne      |
| Vallentuna 25:1                   | Gravfält                         |              | Vallentuna, Uppland |       | 59.536714, 18.072797 | 10010800250001 | Ladda upp en bild av detta fornminne      |
| Vallentuna 27:1                   | Gravfält                         |              | Vallentuna, Uppland |       | 59.538589, 18.075660 | 10010800270001 | Ladda upp en bild av detta fornminne      |
| Vallentuna 29:1                   | Röse                             |              | Vallentuna, Uppland |       | 59.538820, 18.072118 | 10010800290001 | Ladda upp en bild av detta fornminne      |
| Vallentuna 31:1                   | Gravfält                         |              | Vallentuna, Uppland |       | 59.540015, 18.070865 | 10010800310001 | Ladda upp en bild av detta fornminne      |
| Vallentuna 32:1                   | Gravfält                         |              | Vallentuna, Uppland |       | 59.537242, 18.064024 | 10010800320001 | Ladda upp en bild av detta fornminne      |
| Vallentuna 33:1                   | Röse                             |              | Vallentuna, Uppland |       | 59.537700, 18.062619 | 10010800330001 | Ladda upp en bild av detta fornminne      |
| Vallentuna 33:2                   | Röse                             |              | Vallentuna, Uppland |       | 59.537562, 18.062787 | 10010800330002 | Ladda upp en bild av detta fornminne      |
| Vallentuna 33:3                   | Stensättning                     |              | Vallentuna, Uppland |       | 59.537429, 18.062618 | 10010800330003 | Ladda upp en bild av detta fornminne      |
| Vallentuna 34:1                   | Gravfält                         |              | Vallentuna, Uppland |       | 59.541933, 18.074307 | 10010800340001 | Ladda upp en bild av detta fornminne      |
| Vallentuna 36:1                   | Gravfält                         |              | Vallentuna, Uppland |       | 59.543269, 18.083256 | 10010800360001 | Ladda upp en bild av detta fornminne      |
| Vallentuna 37:1                   | Hällristning                     |              | Vallentuna, Uppland |       | 59.542816, 18.088229 | 10010800370001 | Ladda upp en bild av detta fornminne      |
| Vallentuna 38:1                   | Gravfält                         |              | Vallentuna, Uppland |       | 59.541003, 18.088683 | 10010800380001 | Ladda upp en bild av detta fornminne      |
| Vallentuna 39:1                   | Röse                             |              | Vallentuna, Uppland |       | 59.540261, 18.091002 | 10010800390001 | Ladda upp en bild av detta fornminne      |
| Vallentuna 40:1                   | Gravfält                         |              | Vallentuna, Uppland |       | 59.534681, 18.088699 | 10010800400001 | Ladda upp en bild av detta fornminne      |
| Vallentuna 41:1                   | Gravfält                         |              | Vallentuna, Uppland |       | 59.534796, 18.091969 | 10010800410001 | Ladda upp en bild av detta fornminne      |
| Vallentuna 44:1                   | Gravfält                         |              | Vallentuna, Uppland |       | 59.515341, 18.022283 | 10010800440001 | Ladda upp en bild av detta fornminne      |
| Vallentuna 45:1                   | Gravfält                         |              | Vallentuna, Uppland |       | 59.518306, 18.028222 | 10010800450001 | Ladda upp en bild av detta fornminne      |
| Vallentuna 49:1                   | Stensättning                     |              | Vallentuna, Uppland |       | 59.509672, 18.010787 | 10010800490001 | Ladda upp en bild av detta fornminne      |
| Vallentuna 49:2                   | Stensättning                     |              | Vallentuna, Uppland |       | 59.509872, 18.010590 | 10010800490002 | Ladda upp en bild av detta fornminne      |
| Vallentuna 50:1                   | Gravfält                         |              | Vallentuna, Uppland |       | 59.515449, 18.017567 | 10010800500001 | Ladda upp en bild av detta fornminne      |
| Vallentuna 51:1                   | Röse                             |              | Vallentuna, Uppland |       | 59.515623, 18.032298 | 10010800510001 | Ladda upp en bild av detta fornminne      |
| Vallentuna 52:1                   | Gravfält                         |              | Vallentuna, Uppland |       | 59.518755, 18.044633 | 10010800520001 | Ladda upp en bild av detta fornminne      |
| Vallentuna 53:1                   | Gravfält                         |              | Vallentuna, Uppland |       | 59.521478, 18.042374 | 10010800530001 | Ladda upp en bild av detta fornminne      |
| Vallentuna 55:1                   | Gravfält                         |              | Vallentuna, Uppland |       | 59.523323, 18.048555 | 10010800550001 | Ladda upp en bild av detta fornminne      |
| Vallentuna 56:1                   | Stensättning                     |              | Vallentuna, Uppland |       | 59.520619, 18.047779 | 10010800560001 | Ladda upp en bild av detta fornminne      |
| Vallentuna 80:1                   | Gravfält                         |              | Vallentuna, Uppland |       | 59.530998, 18.035036 | 10010800800001 | Ladda upp en bild av detta fornminne      |
| Vallentuna 81:1                   | Stensättning                     |              | Vallentuna, Uppland |       | 59.533902, 18.035436 | 10010800810001 | Ladda upp en bild av detta fornminne      |
| Vallentuna 81:2                   | Stensättning                     |              | Vallentuna, Uppland |       | 59.533698, 18.035277 | 10010800810002 | Ladda upp en bild av detta fornminne      |
| Vallentuna 82:1                   | Gravfält                         |              | Vallentuna, Uppland |       | 59.524066, 18.043804 | 10010800820001 | Ladda upp en bild av detta fornminne      |
| Vallentuna 85:1                   | Gravfält                         |              | Vallentuna, Uppland |       | 59.525512, 18.019439 | 10010800850001 | Ladda upp en bild av detta fornminne      |
| Vallentuna 86:1                   | Gravfält                         |              | Vallentuna, Uppland |       | 59.523762, 18.022427 | 10010800860001 | Ladda upp en bild av detta fornminne      |
| Vallentuna 88:1                   | Gravfält                         |              | Vallentuna, Uppland |       | 59.524552, 18.017902 | 10010800880001 | Ladda upp en bild av detta fornminne      |
| Vallentuna 92:1                   | Hög                              |              | Vallentuna, Uppland |       | 59.527571, 18.015990 | 10010800920001 | Ladda upp en bild av detta fornminne      |
| Vallentuna 93:1                   | Gravfält                         |              | Vallentuna, Uppland |       | 59.528148, 18.013261 | 10010800930001 | Ladda upp en bild av detta fornminne      |
| Vallentuna 94:1                   | Runristning                      |              | Vallentuna, Uppland |       | 59.543664, 18.039628 | 10010800940001 | Ladda upp en till bild av detta fornminne |
| Vallentuna 95:1                   | Runristning                      |              | Vallentuna, Uppland |       | 59.544677, 18.036531 | 10010800950001 | Ladda upp en till bild av detta fornminne |
| 2) Gullbron (Vallentuna 97:1)     | Runristning                      |              | Vallentuna, Uppland |       | 59.544179, 18.034574 | 10010800970001 | Ladda upp en till bild av detta fornminne |
| Vallentuna 100:1                  | Gravfält                         |              | Vallentuna, Uppland |       | 59.543093, 18.017322 | 10010801000001 | Ladda upp en bild av detta fornminne      |
| Vallentuna 101:1                  | Grav markerad av sten/block      |              | Vallentuna, Uppland |       | 59.524265, 18.002799 | 10010801010001 | Ladda upp en till bild av detta fornminne |
| Vallentuna 102:1                  | Stensättning                     |              | Vallentuna, Uppland |       | 59.517314, 18.012827 | 10010801020001 | Ladda upp en bild av detta fornminne      |
| Vallentuna 104:1                  | Gravfält                         |              | Vallentuna, Uppland |       | 59.522584, 18.000821 | 10010801040001 | Ladda upp en bild av detta fornminne      |
| Vallentuna 105:1                  | Stensättning                     |              | Vallentuna, Uppland |       | 59.526045, 18.000752 | 10010801050001 | Ladda upp en bild av detta fornminne      |
| Vallentuna 106:1                  | Runristning                      |              | Vallentuna, Uppland |       | 59.528349, 18.004482 | 10010801060001 | Ladda upp en till bild av detta fornminne |
| Vallentuna 107:1                  | Runristning                      |              | Vallentuna, Uppland |       | 59.530108, 18.006827 | 10010801070001 | Ladda upp en till bild av detta fornminne |
| Vallentuna 108:1                  | Runristning                      |              | Vallentuna, Uppland |       | 59.531538, 18.008397 | 10010801080001 | Ladda upp en till bild av detta fornminne |
| Vallentuna 109:1                  | Hög                              |              | Vallentuna, Uppland |       | 59.530527, 18.008747 | 10010801090001 | Ladda upp en bild av detta fornminne      |
| Vallentuna 110:1                  | Gravfält                         |              | Vallentuna, Uppland |       | 59.530893, 18.010100 | 10010801100001 | Ladda upp en bild av detta fornminne      |
| Vallentuna 111:1                  | Stensättning                     |              | Vallentuna, Uppland |       | 59.541437, 17.996098 | 10010801110001 | Ladda upp en bild av detta fornminne      |
| Vallentuna 116:1                  | Stensättning                     |              | Vallentuna, Uppland |       | 59.541940, 18.002744 | 10010801160001 | Ladda upp en bild av detta fornminne      |
| Vallentuna 120:1                  | Gravfält                         |              | Vallentuna, Uppland |       | 59.541499, 18.014858 | 10010801200001 | Ladda upp en bild av detta fornminne      |
| Vallentuna 121:1                  | Runristning                      |              | Vallentuna, Uppland |       | 59.543106, 18.021400 | 10010801210001 | Ladda upp en bild av detta fornminne      |
| Vallentuna 123:1                  | Stensättning                     |              | Vallentuna, Uppland |       | 59.536424, 18.012616 | 10010801230001 | Ladda upp en bild av detta fornminne      |
| Vallentuna 123:2                  | Stensättning                     |              | Vallentuna, Uppland |       | 59.536363, 18.012881 | 10010801230002 | Ladda upp en bild av detta fornminne      |
| Vallentuna 125:1                  | Stensättning                     |              | Vallentuna, Uppland |       | 59.534316, 18.002875 | 10010801250001 | Ladda upp en bild av detta fornminne      |
| Vallentuna 127:1                  | Stensättning                     |              | Vallentuna, Uppland |       | 59.532284, 18.003921 | 10010801270001 | Ladda upp en bild av detta fornminne      |
| Vallentuna 133:1                  | Gravfält                         |              | Vallentuna, Uppland |       | 59.538376, 17.992007 | 10010801330001 | Ladda upp en bild av detta fornminne      |
| Vallentuna 136:1                  | Gravfält                         |              | Vallentuna, Uppland |       | 59.540385, 17.993826 | 10010801360001 | Ladda upp en bild av detta fornminne      |
| Vallentuna 137:1                  | Gravfält                         |              | Vallentuna, Uppland |       | 59.540663, 17.992700 | 10010801370001 | Ladda upp en bild av detta fornminne      |
| Vallentuna 138:1                  | Runristning                      |              | Vallentuna, Uppland |       | 59.542694, 17.993650 | 10010801380001 | Ladda upp en till bild av detta fornminne |
| Vallentuna 139:1                  | Gravfält                         |              | Vallentuna, Uppland |       | 59.544926, 17.994398 | 10010801390001 | Ladda upp en bild av detta fornminne      |
| Vallentuna 140:1                  | Gravfält                         |              | Vallentuna, Uppland |       | 59.546567, 17.987207 | 10010801400001 | Ladda upp en bild av detta fornminne      |
| Vallentuna 141:1                  | Runristning                      |              | Vallentuna, Uppland |       | 59.543165, 17.982567 | 10010801410001 | Ladda upp en till bild av detta fornminne |
| Vallentuna 145:1                  | Runristning                      |              | Vallentuna, Uppland |       | 59.545478, 17.985592 | 10010801450001 | Ladda upp en bild av detta fornminne      |
| Vallentuna 146:1                  | Gravfält                         |              | Vallentuna, Uppland |       | 59.542224, 18.018959 | 10010801460001 | Ladda upp en bild av detta fornminne      |
| Vallentuna 149:1                  | Gravfält                         |              | Vallentuna, Uppland |       | 59.543478, 17.980457 | 10010801490001 | Ladda upp en bild av detta fornminne      |
| Vallentuna 150:1                  | Runristning                      |              | Vallentuna, Uppland |       | 59.559476, 17.994239 | 10010801500001 | Ladda upp en bild av detta fornminne      |
| Vallentuna 151:1                  | Stensättning                     |              | Vallentuna, Uppland |       | 59.554794, 17.990424 | 10010801510001 | Ladda upp en bild av detta fornminne      |
| Vallentuna 151:2                  | Stensättning                     |              | Vallentuna, Uppland |       | 59.554621, 17.990412 | 10010801510002 | Ladda upp en bild av detta fornminne      |
| Vallentuna 151:3                  | Stensättning                     |              | Vallentuna, Uppland |       | 59.554579, 17.990581 | 10010801510003 | Ladda upp en bild av detta fornminne      |
| Vallentuna 152:1                  | Gravfält                         |              | Vallentuna, Uppland |       | 59.554131, 17.991877 | 10010801520001 | Ladda upp en bild av detta fornminne      |
| Vallentuna 152:2                  | Runristning                      |              | Vallentuna, Uppland |       | 59.554301, 17.992223 | 10010801520002 | Ladda upp en bild av detta fornminne      |
| Vallentuna 153:1                  | Gravfält                         |              | Vallentuna, Uppland |       | 59.552157, 17.988591 | 10010801530001 | Ladda upp en bild av detta fornminne      |
| Vallentuna 154:1                  | Stensättning                     |              | Vallentuna, Uppland |       | 59.554117, 17.995581 | 10010801540001 | Ladda upp en bild av detta fornminne      |
| Vallentuna 159:1                  | Gravfält                         |              | Vallentuna, Uppland |       | 59.555800, 17.994067 | 10010801590001 | Ladda upp en bild av detta fornminne      |
| Vallentuna 162:1                  | Runristning                      |              | Vallentuna, Uppland |       | 59.552416, 17.992500 | 10010801620001 | Ladda upp en bild av detta fornminne      |
| Vallentuna 164:1                  | Hög                              |              | Vallentuna, Uppland |       | 59.548388, 17.992927 | 10010801640001 | Ladda upp en bild av detta fornminne      |
| Vallentuna 166:1                  | Gravfält                         |              | Vallentuna, Uppland |       | 59.550425, 17.998308 | 10010801660001 | Ladda upp en bild av detta fornminne      |
| Vallentuna 167:1                  | Stensättning                     |              | Vallentuna, Uppland |       | 59.550891, 18.000741 | 10010801670001 | Ladda upp en bild av detta fornminne      |
| Vallentuna 167:2                  | Stensättning                     |              | Vallentuna, Uppland |       | 59.551002, 18.000855 | 10010801670002 | Ladda upp en bild av detta fornminne      |
| Vallentuna 173:1                  | Gravfält                         |              | Vallentuna, Uppland |       | 59.548473, 17.999009 | 10010801730001 | Ladda upp en bild av detta fornminne      |
| Vallentuna 177:1                  | Stensättning                     |              | Vallentuna, Uppland |       | 59.544398, 17.997685 | 10010801770001 | Ladda upp en bild av detta fornminne      |
| Vallentuna 181:1                  | Stensättning                     |              | Vallentuna, Uppland |       | 59.543921, 18.010544 | 10010801810001 | Ladda upp en bild av detta fornminne      |
| Vallentuna 181:2                  | Stensättning                     |              | Vallentuna, Uppland |       | 59.543907, 18.010264 | 10010801810002 | Ladda upp en bild av detta fornminne      |
| Vallentuna 182:1                  | Stensättning                     |              | Vallentuna, Uppland |       | 59.547114, 18.004251 | 10010801820001 | Ladda upp en bild av detta fornminne      |
| Vallentuna 184:1                  | Gravfält                         |              | Vallentuna, Uppland |       | 59.547479, 18.015369 | 10010801840001 | Ladda upp en bild av detta fornminne      |
| Vallentuna 185:1                  | Gravfält                         |              | Vallentuna, Uppland |       | 59.548373, 18.014789 | 10010801850001 | Ladda upp en bild av detta fornminne      |
| Vallentuna 190:1                  | Gravfält                         |              | Vallentuna, Uppland |       | 59.555434, 18.015129 | 10010801900001 | Ladda upp en bild av detta fornminne      |
| Vallentuna 191:1                  | Stensättning                     |              | Vallentuna, Uppland |       | 59.560407, 18.008462 | 10010801910001 | Ladda upp en bild av detta fornminne      |
| Vallentuna 192:1                  | Hög                              |              | Vallentuna, Uppland |       | 59.556323, 18.020011 | 10010801920001 | Ladda upp en bild av detta fornminne      |
| Vallentuna 192:2                  | Stensättning                     |              | Vallentuna, Uppland |       | 59.556318, 18.020187 | 10010801920002 | Ladda upp en bild av detta fornminne      |
| Vallentuna 192:3                  | Stensättning                     |              | Vallentuna, Uppland |       | 59.556427, 18.020103 | 10010801920003 | Ladda upp en bild av detta fornminne      |
| Vallentuna 194:1                  | Stensättning                     |              | Vallentuna, Uppland |       | 59.531639, 18.008827 | 10010801940001 | Ladda upp en bild av detta fornminne      |
| Vallentuna 195:1                  | Gravfält                         |              | Vallentuna, Uppland |       | 59.542116, 17.995983 | 10010801950001 | Ladda upp en bild av detta fornminne      |
| Vallentuna 196:1                  | Stensättning                     |              | Vallentuna, Uppland |       | 59.549987, 18.025117 | 10010801960001 | Ladda upp en bild av detta fornminne      |
| Vallentuna 196:2                  | Hög                              |              | Vallentuna, Uppland |       | 59.549829, 18.025041 | 10010801960002 | Ladda upp en bild av detta fornminne      |
| Vallentuna 196:3                  | Stensättning                     |              | Vallentuna, Uppland |       | 59.549503, 18.025012 | 10010801960003 | Ladda upp en bild av detta fornminne      |
| Vallentuna 202:1                  | Gravfält                         |              | Vallentuna, Uppland |       | 59.546104, 18.067730 | 10010802020001 | Ladda upp en bild av detta fornminne      |
| Vallentuna 203:1                  | Gravfält                         |              | Vallentuna, Uppland |       | 59.549467, 18.080277 | 10010802030001 | Ladda upp en bild av detta fornminne      |
| Vallentuna 205:1                  | Gravfält                         |              | Vallentuna, Uppland |       | 59.556041, 18.082739 | 10010802050001 | Ladda upp en bild av detta fornminne      |
| Vallentuna 206:1                  | Gravfält                         |              | Vallentuna, Uppland |       | 59.553715, 18.073975 | 10010802060001 | Ladda upp en bild av detta fornminne      |
| Vallentuna 208:1                  | Gravfält                         |              | Vallentuna, Uppland |       | 59.551958, 18.070513 | 10010802080001 | Ladda upp en bild av detta fornminne      |
| Vallentuna 209:1                  | Stensättning                     |              | Vallentuna, Uppland |       | 59.556586, 18.065538 | 10010802090001 | Ladda upp en bild av detta fornminne      |
| Vallentuna 209:2                  | Stensättning                     |              | Vallentuna, Uppland |       | 59.556376, 18.065558 | 10010802090002 | Ladda upp en bild av detta fornminne      |
| Vallentuna 210:1                  | Gravfält                         |              | Vallentuna, Uppland |       | 59.556175, 18.071079 | 10010802100001 | Ladda upp en bild av detta fornminne      |
| Vallentuna 211:1                  | Gravfält                         |              | Vallentuna, Uppland |       | 59.558318, 18.072598 | 10010802110001 | Ladda upp en bild av detta fornminne      |
| Vallentuna 217:1                  | Stensättning                     |              | Vallentuna, Uppland |       | 59.565797, 18.001190 | 10010802170001 | Ladda upp en bild av detta fornminne      |
| Vallentuna 218:1                  | Gravfält                         |              | Vallentuna, Uppland |       | 59.519794, 18.067983 | 10010802180001 | Ladda upp en bild av detta fornminne      |
| Vallentuna 220:1                  | Hög                              |              | Vallentuna, Uppland |       | 59.517511, 18.060889 | 10010802200001 | Ladda upp en bild av detta fornminne      |
| Vallentuna 221:1                  | Gravfält                         |              | Vallentuna, Uppland |       | 59.517036, 18.059658 | 10010802210001 | Ladda upp en bild av detta fornminne      |
| Vallentuna 225:1                  | Runristning                      |              | Vallentuna, Uppland |       | 59.515883, 18.053265 | 10010802250001 | Ladda upp en till bild av detta fornminne |
| Vallentuna 225:2                  | Runristning                      |              | Vallentuna, Uppland |       | 59.515868, 18.053574 | 10010802250002 | Ladda upp en till bild av detta fornminne |
| Vallentuna 225:3                  | Stensättning                     |              | Vallentuna, Uppland |       | 59.515923, 18.053847 | 10010802250003 | Ladda upp en till bild av detta fornminne |
| Vallentuna 229:1                  | Gravfält                         |              | Vallentuna, Uppland |       | 59.540163, 18.138752 | 10010802290001 | Ladda upp en bild av detta fornminne      |
| Vallentuna 230:1                  | Gravfält                         |              | Vallentuna, Uppland |       | 59.541714, 18.142009 | 10010802300001 | Ladda upp en bild av detta fornminne      |
| Vallentuna 231:1                  | Fornborg                         |              | Vallentuna, Uppland |       | 59.542550, 18.140891 | 10010802310001 | Ladda upp en bild av detta fornminne      |
| Vallentuna 232:1                  | Gravfält                         |              | Vallentuna, Uppland |       | 59.539046, 18.109634 | 10010802320001 | Ladda upp en bild av detta fornminne      |
| Vallentuna 233:1                  | Stensättning                     |              | Vallentuna, Uppland |       | 59.540570, 18.109866 | 10010802330001 | Ladda upp en bild av detta fornminne      |
| Vallentuna 233:2                  | Stensättning                     |              | Vallentuna, Uppland |       | 59.540606, 18.110060 | 10010802330002 | Ladda upp en bild av detta fornminne      |
| Vallentuna 234:1                  | Gravfält                         |              | Vallentuna, Uppland |       | 59.540468, 18.112667 | 10010802340001 | Ladda upp en bild av detta fornminne      |
| Vallentuna 235:1                  | Stensättning                     |              | Vallentuna, Uppland |       | 59.542244, 18.114248 | 10010802350001 | Ladda upp en bild av detta fornminne      |
| Vallentuna 235:2                  | Stensättning                     |              | Vallentuna, Uppland |       | 59.542358, 18.114277 | 10010802350002 | Ladda upp en bild av detta fornminne      |
| Vallentuna 237:1                  | Gravfält                         |              | Vallentuna, Uppland |       | 59.542344, 18.117606 | 10010802370001 | Ladda upp en bild av detta fornminne      |
| Vallentuna 238:1                  | Gravfält                         |              | Vallentuna, Uppland |       | 59.542757, 18.115272 | 10010802380001 | Ladda upp en bild av detta fornminne      |
| Vallentuna 239:1                  | Stensättning                     |              | Vallentuna, Uppland |       | 59.543313, 18.116085 | 10010802390001 | Ladda upp en bild av detta fornminne      |
| Vallentuna 240:1                  | Gravfält                         |              | Vallentuna, Uppland |       | 59.543219, 18.114287 | 10010802400001 | Ladda upp en bild av detta fornminne      |
| Vallentuna 241:1                  | Gravfält                         |              | Vallentuna, Uppland |       | 59.544019, 18.116014 | 10010802410001 | Ladda upp en bild av detta fornminne      |
| Vallentuna 241:2                  | Stensättning                     |              | Vallentuna, Uppland |       | 59.544228, 18.115712 | 10010802410002 | Ladda upp en bild av detta fornminne      |
| Vallentuna 241:3                  | Stensättning                     |              | Vallentuna, Uppland |       | 59.544430, 18.115746 | 10010802410003 | Ladda upp en bild av detta fornminne      |
| Vallentuna 241:4                  | Stensättning                     |              | Vallentuna, Uppland |       | 59.544409, 18.115395 | 10010802410004 | Ladda upp en bild av detta fornminne      |
| Vallentuna 244:1                  | Gravfält                         |              | Vallentuna, Uppland |       | 59.544390, 18.112059 | 10010802440001 | Ladda upp en bild av detta fornminne      |
| Vallentuna 245:1                  | Stensättning                     |              | Vallentuna, Uppland |       | 59.543960, 18.110806 | 10010802450001 | Ladda upp en bild av detta fornminne      |
| Vallentuna 246:1                  | Stensättning                     |              | Vallentuna, Uppland |       | 59.541765, 18.110643 | 10010802460001 | Ladda upp en bild av detta fornminne      |
| Vallentuna 248:1                  | Stensättning                     |              | Vallentuna, Uppland |       | 59.543161, 18.118883 | 10010802480001 | Ladda upp en bild av detta fornminne      |
| Vallentuna 249:1                  | Gravfält                         |              | Vallentuna, Uppland |       | 59.542765, 18.120812 | 10010802490001 | Ladda upp en bild av detta fornminne      |
| Vallentuna 250:1                  | Gravfält                         |              | Vallentuna, Uppland |       | 59.541686, 18.120377 | 10010802500001 | Ladda upp en bild av detta fornminne      |
| Vallentuna 251:1                  | Gravfält                         |              | Vallentuna, Uppland |       | 59.544173, 18.126599 | 10010802510001 | Ladda upp en bild av detta fornminne      |
| Vallentuna 252:1                  | Stensättning                     |              | Vallentuna, Uppland |       | 59.543174, 18.141791 | 10010802520001 | Ladda upp en bild av detta fornminne      |
| Vallentuna 252:2                  | Stensättning                     |              | Vallentuna, Uppland |       | 59.543469, 18.142097 | 10010802520002 | Ladda upp en bild av detta fornminne      |
| Vallentuna 254:1                  | Stensättning                     |              | Vallentuna, Uppland |       | 59.545077, 18.122531 | 10010802540001 | Ladda upp en bild av detta fornminne      |
| Vallentuna 254:2                  | Stensättning                     |              | Vallentuna, Uppland |       | 59.545093, 18.122673 | 10010802540002 | Ladda upp en bild av detta fornminne      |
| Vallentuna 254:3                  | Stensättning                     |              | Vallentuna, Uppland |       | 59.545157, 18.122553 | 10010802540003 | Ladda upp en bild av detta fornminne      |
| Vallentuna 255:1                  | Gravfält                         |              | Vallentuna, Uppland |       | 59.544819, 18.134194 | 10010802550001 | Ladda upp en bild av detta fornminne      |
| Vallentuna 257:1                  | Runristning                      |              | Vallentuna, Uppland |       | 59.545072, 18.133315 | 10010802570001 | Ladda upp en till bild av detta fornminne |
| Vallentuna 257:2                  | Stensättning                     |              | Vallentuna, Uppland |       | 59.544819, 18.133392 | 10010802570002 | Ladda upp en bild av detta fornminne      |
| Vallentuna 258:1                  | Runristning                      |              | Vallentuna, Uppland |       | 59.544983, 18.129334 | 10010802580001 | Ladda upp en till bild av detta fornminne |
| Vallentuna 258:2                  | Runristning                      |              | Vallentuna, Uppland |       | 59.544983, 18.129334 | 10010802580002 | Ladda upp en till bild av detta fornminne |
| Vallentuna 260:1                  | Gravfält                         |              | Vallentuna, Uppland |       | 59.545521, 18.130389 | 10010802600001 | Ladda upp en bild av detta fornminne      |
| Vallentuna 261:1                  | Stensättning                     |              | Vallentuna, Uppland |       | 59.545637, 18.129457 | 10010802610001 | Ladda upp en bild av detta fornminne      |
| Vallentuna 262:1                  | Gravfält                         |              | Vallentuna, Uppland |       | 59.547643, 18.126226 | 10010802620001 | Ladda upp en bild av detta fornminne      |
| Vallentuna 263:1                  | Stensättning                     |              | Vallentuna, Uppland |       | 59.548317, 18.126504 | 10010802630001 | Ladda upp en bild av detta fornminne      |
| Vallentuna 264:1                  | Stensättning                     |              | Vallentuna, Uppland |       | 59.548867, 18.125684 | 10010802640001 | Ladda upp en bild av detta fornminne      |
| Vallentuna 265:1                  | Fornborg                         |              | Vallentuna, Uppland |       | 59.550088, 18.126011 | 10010802650001 | Ladda upp en bild av detta fornminne      |
| Vallentuna 265:2                  | Stensättning                     |              | Vallentuna, Uppland |       | 59.550226, 18.125757 | 10010802650002 | Ladda upp en bild av detta fornminne      |
| Vallentuna 269:1                  | Gravfält                         |              | Vallentuna, Uppland |       | 59.549952, 18.139432 | 10010802690001 | Ladda upp en bild av detta fornminne      |
| Vallentuna 270:1                  | Stensättning                     |              | Vallentuna, Uppland |       | 59.549121, 18.137794 | 10010802700001 | Ladda upp en bild av detta fornminne      |
| Vallentuna 270:2                  | Stensättning                     |              | Vallentuna, Uppland |       | 59.549228, 18.137888 | 10010802700002 | Ladda upp en bild av detta fornminne      |
| Vallentuna 272:1                  | Stensättning                     |              | Vallentuna, Uppland |       | 59.548772, 18.139048 | 10010802720001 | Ladda upp en bild av detta fornminne      |
| Vallentuna 273:1                  | Stensättning                     |              | Vallentuna, Uppland |       | 59.547528, 18.143226 | 10010802730001 | Ladda upp en bild av detta fornminne      |
| Vallentuna 275:1                  | Stensättning                     |              | Vallentuna, Uppland |       | 59.549187, 18.144058 | 10010802750001 | Ladda upp en bild av detta fornminne      |
| Vallentuna 275:2                  | Stensättning                     |              | Vallentuna, Uppland |       | 59.549262, 18.143814 | 10010802750002 | Ladda upp en bild av detta fornminne      |
| Vallentuna 279:1                  | Stensättning                     |              | Vallentuna, Uppland |       | 59.563841, 18.113453 | 10010802790001 | Ladda upp en bild av detta fornminne      |
| Vallentuna 280:1                  | Gravfält                         |              | Vallentuna, Uppland |       | 59.564223, 18.111111 | 10010802800001 | Ladda upp en bild av detta fornminne      |
| Vallentuna 281:1                  | Gravfält                         |              | Vallentuna, Uppland |       | 59.565119, 18.111305 | 10010802810001 | Ladda upp en bild av detta fornminne      |
| Vallentuna 282:1                  | Gravfält                         |              | Vallentuna, Uppland |       | 59.563972, 18.118014 | 10010802820001 | Ladda upp en bild av detta fornminne      |
| Vallentuna 283:1                  | Gravfält                         |              | Vallentuna, Uppland |       | 59.564804, 18.117934 | 10010802830001 | Ladda upp en bild av detta fornminne      |
| Vallentuna 285:1                  | Gravfält                         |              | Vallentuna, Uppland |       | 59.565438, 18.120025 | 10010802850001 | Ladda upp en bild av detta fornminne      |
| Vallentuna 286:1                  | Gravfält                         |              | Vallentuna, Uppland |       | 59.552254, 18.150207 | 10010802860001 | Ladda upp en bild av detta fornminne      |
| Vallentuna 287:1                  | Stensättning                     |              | Vallentuna, Uppland |       | 59.553009, 18.155157 | 10010802870001 | Ladda upp en bild av detta fornminne      |
| Vallentuna 288:1                  | Gravfält                         |              | Vallentuna, Uppland |       | 59.552725, 18.156738 | 10010802880001 | Ladda upp en bild av detta fornminne      |
| Vallentuna 292:1                  | Runristning                      |              | Vallentuna, Uppland |       | 59.553995, 18.153954 | 10010802920001 | Ladda upp en bild av detta fornminne      |
| Vallentuna 293:1                  | Gravfält                         |              | Vallentuna, Uppland |       | 59.554442, 18.157120 | 10010802930001 | Ladda upp en bild av detta fornminne      |
| Vallentuna 294:1                  | Stensättning                     |              | Vallentuna, Uppland |       | 59.557283, 18.155103 | 10010802940001 | Ladda upp en bild av detta fornminne      |
| Vallentuna 294:2                  | Stensättning                     |              | Vallentuna, Uppland |       | 59.557250, 18.154907 | 10010802940002 | Ladda upp en bild av detta fornminne      |
| Vallentuna 294:3                  | Stensättning                     |              | Vallentuna, Uppland |       | 59.557085, 18.155128 | 10010802940003 | Ladda upp en bild av detta fornminne      |
| Vallentuna 294:4                  | Stensättning                     |              | Vallentuna, Uppland |       | 59.557014, 18.155124 | 10010802940004 | Ladda upp en bild av detta fornminne      |
| Vallentuna 296:1                  | Röse                             |              | Vallentuna, Uppland |       | 59.566088, 18.117163 | 10010802960001 | Ladda upp en bild av detta fornminne      |
| Vallentuna 296:2                  | Stensättning                     |              | Vallentuna, Uppland |       | 59.565896, 18.117418 | 10010802960002 | Ladda upp en bild av detta fornminne      |
| Vallentuna 297:1                  | Stensättning                     |              | Vallentuna, Uppland |       | 59.568664, 18.119864 | 10010802970001 | Ladda upp en bild av detta fornminne      |
| Vallentuna 298:1                  | Stensättning                     |              | Vallentuna, Uppland |       | 59.567948, 18.120322 | 10010802980001 | Ladda upp en bild av detta fornminne      |
| Vallentuna 298:2                  | Stensättning                     |              | Vallentuna, Uppland |       | 59.567897, 18.120125 | 10010802980002 | Ladda upp en bild av detta fornminne      |
| Vallentuna 298:3                  | Stensättning                     |              | Vallentuna, Uppland |       | 59.567809, 18.119996 | 10010802980003 | Ladda upp en bild av detta fornminne      |
| Vallentuna 300:1                  | Gravfält                         |              | Vallentuna, Uppland |       | 59.566167, 18.125849 | 10010803000001 | Ladda upp en bild av detta fornminne      |
| Vallentuna 301:1                  | Stensättning                     |              | Vallentuna, Uppland |       | 59.567007, 18.137064 | 10010803010001 | Ladda upp en bild av detta fornminne      |
| Vallentuna 302:1                  | Gravfält                         |              | Vallentuna, Uppland |       | 59.571211, 18.126348 | 10010803020001 | Ladda upp en bild av detta fornminne      |
| Vallentuna 303:1                  | Gravfält                         |              | Vallentuna, Uppland |       | 59.570554, 18.124621 | 10010803030001 | Ladda upp en bild av detta fornminne      |
| Vallentuna 304:1                  | Stensättning                     |              | Vallentuna, Uppland |       | 59.566421, 18.125233 | 10010803040001 | Ladda upp en bild av detta fornminne      |
| Vallentuna 304:2                  | Stensättning                     |              | Vallentuna, Uppland |       | 59.566218, 18.124920 | 10010803040002 | Ladda upp en bild av detta fornminne      |
| Vallentuna 305:1                  | Gravfält                         |              | Vallentuna, Uppland |       | 59.568873, 18.126267 | 10010803050001 | Ladda upp en bild av detta fornminne      |
| Vallentuna 306:1                  | Gravfält                         |              | Vallentuna, Uppland |       | 59.553572, 18.102563 | 10010803060001 | Ladda upp en bild av detta fornminne      |
| Vallentuna 307:1                  | Stensättning                     |              | Vallentuna, Uppland |       | 59.560245, 18.103493 | 10010803070001 | Ladda upp en bild av detta fornminne      |
| Vallentuna 307:2                  | Stensättning                     |              | Vallentuna, Uppland |       | 59.560233, 18.103729 | 10010803070002 | Ladda upp en bild av detta fornminne      |
| Vallentuna 308:1                  | Stensättning                     |              | Vallentuna, Uppland |       | 59.561321, 18.104313 | 10010803080001 | Ladda upp en bild av detta fornminne      |
| Vallentuna 309:1                  | Stensättning                     |              | Vallentuna, Uppland |       | 59.553717, 18.097636 | 10010803090001 | Ladda upp en bild av detta fornminne      |
| Vallentuna 310:1                  | Gravfält                         |              | Vallentuna, Uppland |       | 59.560726, 18.102185 | 10010803100001 | Ladda upp en bild av detta fornminne      |
| Vallentuna 310:2                  | Stensättning                     |              | Vallentuna, Uppland |       | 59.560219, 18.102467 | 10010803100002 | Ladda upp en bild av detta fornminne      |
| Vallentuna 310:3                  | Stensättning                     |              | Vallentuna, Uppland |       | 59.560277, 18.102461 | 10010803100003 | Ladda upp en bild av detta fornminne      |
| Vallentuna 310:4                  | Stensättning                     |              | Vallentuna, Uppland |       | 59.560315, 18.102543 | 10010803100004 | Ladda upp en bild av detta fornminne      |
| Vallentuna 311:1                  | Stensättning                     |              | Vallentuna, Uppland |       | 59.553342, 18.085567 | 10010803110001 | Ladda upp en bild av detta fornminne      |
| Vallentuna 312:1                  | Gravfält                         |              | Vallentuna, Uppland |       | 59.553967, 18.086195 | 10010803120001 | Ladda upp en bild av detta fornminne      |
| Vallentuna 313:1                  | Gravfält                         |              | Vallentuna, Uppland |       | 59.554493, 18.085374 | 10010803130001 | Ladda upp en bild av detta fornminne      |
| Vallentuna 314:1                  | Gravfält                         |              | Vallentuna, Uppland |       | 59.554475, 18.086792 | 10010803140001 | Ladda upp en bild av detta fornminne      |
| Vallentuna 315:1                  | Gravfält                         |              | Vallentuna, Uppland |       | 59.555678, 18.087937 | 10010803150001 | Ladda upp en bild av detta fornminne      |
| Vallentuna 316:1                  | Gravfält                         |              | Vallentuna, Uppland |       | 59.555372, 18.093770 | 10010803160001 | Ladda upp en bild av detta fornminne      |
| Vallentuna 319:1                  | Röse                             |              | Vallentuna, Uppland |       | 59.545613, 18.093938 | 10010803190001 | Ladda upp en bild av detta fornminne      |
| Vallentuna 320:1                  | Stensättning                     |              | Vallentuna, Uppland |       | 59.561191, 18.086929 | 10010803200001 | Ladda upp en bild av detta fornminne      |
| Vallentuna 321:1                  | Stensättning                     |              | Vallentuna, Uppland |       | 59.563131, 18.090097 | 10010803210001 | Ladda upp en bild av detta fornminne      |
| Vallentuna 322:1                  | Röse                             |              | Vallentuna, Uppland |       | 59.562859, 18.088339 | 10010803220001 | Ladda upp en bild av detta fornminne      |
| Vallentuna 322:2                  | Stensättning                     |              | Vallentuna, Uppland |       | 59.562735, 18.088145 | 10010803220002 | Ladda upp en bild av detta fornminne      |
| Vallentuna 326:3                  | Husgrund, förhistorisk/medeltida |              | Vallentuna, Uppland |       | 59.564282, 18.089716 | 10010803260003 | Ladda upp en bild av detta fornminne      |
| Vallentuna 327:1                  | Stensättning                     |              | Vallentuna, Uppland |       | 59.565700, 18.091374 | 10010803270001 | Ladda upp en bild av detta fornminne      |
| Vallentuna 328:1                  | Stensättning                     |              | Vallentuna, Uppland |       | 59.565585, 18.088454 | 10010803280001 | Ladda upp en bild av detta fornminne      |
| Vallentuna 328:2                  | Grav markerad av sten/block      |              | Vallentuna, Uppland |       | 59.565690, 18.088339 | 10010803280002 | Ladda upp en bild av detta fornminne      |
| Vallentuna 329:1                  | Gravfält                         |              | Vallentuna, Uppland |       | 59.565403, 18.087064 | 10010803290001 | Ladda upp en bild av detta fornminne      |
| Vallentuna 330:1                  | Gravfält                         |              | Vallentuna, Uppland |       | 59.564728, 18.084616 | 10010803300001 | Ladda upp en bild av detta fornminne      |
| Vallentuna 331:1                  | Stensättning                     |              | Vallentuna, Uppland |       | 59.563851, 18.081937 | 10010803310001 | Ladda upp en bild av detta fornminne      |
| Vallentuna 331:2                  | Stensättning                     |              | Vallentuna, Uppland |       | 59.563808, 18.082188 | 10010803310002 | Ladda upp en bild av detta fornminne      |
| Vallentuna 331:3                  | Stensättning                     |              | Vallentuna, Uppland |       | 59.563659, 18.082399 | 10010803310003 | Ladda upp en bild av detta fornminne      |
| Vallentuna 332:1                  | Gravfält                         |              | Vallentuna, Uppland |       | 59.561125, 18.075381 | 10010803320001 | Ladda upp en bild av detta fornminne      |
| Vallentuna 333:1                  | Stensättning                     |              | Vallentuna, Uppland |       | 59.562011, 18.076923 | 10010803330001 | Ladda upp en bild av detta fornminne      |
| Vallentuna 333:2                  | Stensättning                     |              | Vallentuna, Uppland |       | 59.561850, 18.076802 | 10010803330002 | Ladda upp en bild av detta fornminne      |
| Vallentuna 333:3                  | Stensättning                     |              | Vallentuna, Uppland |       | 59.561887, 18.077086 | 10010803330003 | Ladda upp en bild av detta fornminne      |
| Vallentuna 336:1                  | Stensättning                     |              | Vallentuna, Uppland |       | 59.561395, 18.067049 | 10010803360001 | Ladda upp en bild av detta fornminne      |
| Vallentuna 336:2                  | Stensättning                     |              | Vallentuna, Uppland |       | 59.561286, 18.066915 | 10010803360002 | Ladda upp en bild av detta fornminne      |
| Vallentuna 336:3                  | Stensättning                     |              | Vallentuna, Uppland |       | 59.561155, 18.066873 | 10010803360003 | Ladda upp en bild av detta fornminne      |
| Vallentuna 337:1                  | Gravfält                         |              | Vallentuna, Uppland |       | 59.561994, 18.050033 | 10010803370001 | Ladda upp en bild av detta fornminne      |
| Vallentuna 338:1                  | Grav- och boplatsområde          |              | Vallentuna, Uppland |       | 59.569540, 18.097970 | 10010803380001 | Ladda upp en bild av detta fornminne      |
| Vallentuna 339:1                  | Stensättning                     |              | Vallentuna, Uppland |       | 59.569142, 18.097666 | 10010803390001 | Ladda upp en bild av detta fornminne      |
| Vallentuna 339:2                  | Stensättning                     |              | Vallentuna, Uppland |       | 59.568730, 18.097417 | 10010803390002 | Ladda upp en bild av detta fornminne      |
| Vallentuna 340:1                  | Gravfält                         |              | Vallentuna, Uppland |       | 59.567957, 18.095970 | 10010803400001 | Ladda upp en bild av detta fornminne      |
| Vallentuna 341:1                  | Gravfält                         |              | Vallentuna, Uppland |       | 59.566988, 18.093296 | 10010803410001 | Ladda upp en bild av detta fornminne      |
| Vallentuna 342:1                  | Stensättning                     |              | Vallentuna, Uppland |       | 59.566911, 18.090596 | 10010803420001 | Ladda upp en bild av detta fornminne      |
| Vallentuna 342:2                  | Stensättning                     |              | Vallentuna, Uppland |       | 59.566774, 18.091145 | 10010803420002 | Ladda upp en bild av detta fornminne      |
| Vallentuna 344:1                  | Stensättning                     |              | Vallentuna, Uppland |       | 59.568983, 18.094877 | 10010803440001 | Ladda upp en bild av detta fornminne      |
| Vallentuna 344:2                  | Stensättning                     |              | Vallentuna, Uppland |       | 59.568922, 18.095123 | 10010803440002 | Ladda upp en bild av detta fornminne      |
| Vallentuna 344:3                  | Stensättning                     |              | Vallentuna, Uppland |       | 59.568514, 18.095282 | 10010803440003 | Ladda upp en bild av detta fornminne      |
| Vallentuna 345:1                  | Röse                             |              | Vallentuna, Uppland |       | 59.576380, 18.098461 | 10010803450001 | Ladda upp en bild av detta fornminne      |
| Vallentuna 347:2                  | Hällristning                     |              | Vallentuna, Uppland |       | 59.552900, 18.066565 | 10010803470002 | Ladda upp en bild av detta fornminne      |
| Vallentuna 348:1                  | Stensättning                     |              | Vallentuna, Uppland |       | 59.555970, 18.062641 | 10010803480001 | Ladda upp en bild av detta fornminne      |
| Vallentuna 349:1                  | Gravfält                         |              | Vallentuna, Uppland |       | 59.558623, 18.069569 | 10010803490001 | Ladda upp en bild av detta fornminne      |
| Vallentuna 350:1                  | Gravfält                         |              | Vallentuna, Uppland |       | 59.560362, 18.068430 | 10010803500001 | Ladda upp en bild av detta fornminne      |
| Vallentuna 351:1                  | Gravfält                         |              | Vallentuna, Uppland |       | 59.553506, 18.059731 | 10010803510001 | Ladda upp en bild av detta fornminne      |
| Vallentuna 352:1                  | Stensättning                     |              | Vallentuna, Uppland |       | 59.555535, 18.007228 | 10010803520001 | Ladda upp en bild av detta fornminne      |
| Vallentuna 354:1                  | Stensättning                     |              | Vallentuna, Uppland |       | 59.553141, 17.998602 | 10010803540001 | Ladda upp en bild av detta fornminne      |
| Vallentuna 355:1                  | Gravfält                         |              | Vallentuna, Uppland |       | 59.549389, 17.997120 | 10010803550001 | Ladda upp en bild av detta fornminne      |
| Vallentuna 356:1                  | Stensättning                     |              | Vallentuna, Uppland |       | 59.547819, 17.994386 | 10010803560001 | Ladda upp en bild av detta fornminne      |
| Vallentuna 358:1                  | Stensättning                     |              | Vallentuna, Uppland |       | 59.536079, 18.055930 | 10010803580001 | Ladda upp en bild av detta fornminne      |
| Vallentuna 361:1                  | Hög                              |              | Vallentuna, Uppland |       | 59.528667, 18.036149 | 10010803610001 | Ladda upp en bild av detta fornminne      |
| Vallentuna 361:2                  | Stensättning                     |              | Vallentuna, Uppland |       | 59.528561, 18.036177 | 10010803610002 | Ladda upp en bild av detta fornminne      |
| Vallentuna 362:1                  | Stensättning                     |              | Vallentuna, Uppland |       | 59.530834, 18.043947 | 10010803620001 | Ladda upp en bild av detta fornminne      |
| Vallentuna 362:2                  | Stensättning                     |              | Vallentuna, Uppland |       | 59.530732, 18.044145 | 10010803620002 | Ladda upp en bild av detta fornminne      |
| Vallentuna 365:1                  | Hög                              |              | Vallentuna, Uppland |       | 59.525711, 18.028138 | 10010803650001 | Ladda upp en bild av detta fornminne      |
| Vallentuna 365:2                  | Stensättning                     |              | Vallentuna, Uppland |       | 59.525657, 18.028304 | 10010803650002 | Ladda upp en bild av detta fornminne      |
| Vallentuna 368:1                  | Stensättning                     |              | Vallentuna, Uppland |       | 59.526538, 18.017356 | 10010803680001 | Ladda upp en bild av detta fornminne      |
| Vallentuna 369:1                  | Gravfält                         |              | Vallentuna, Uppland |       | 59.525979, 18.014498 | 10010803690001 | Ladda upp en bild av detta fornminne      |
| Vallentuna 370:1                  | Gravfält                         |              | Vallentuna, Uppland |       | 59.528001, 18.015743 | 10010803700001 | Ladda upp en bild av detta fornminne      |
| Vallentuna 371:1                  | Stensättning                     |              | Vallentuna, Uppland |       | 59.521143, 18.031168 | 10010803710001 | Ladda upp en bild av detta fornminne      |
| Vallentuna 371:2                  | Stensättning                     |              | Vallentuna, Uppland |       | 59.521238, 18.031322 | 10010803710002 | Ladda upp en bild av detta fornminne      |
| Vallentuna 372:1                  | Stensättning                     |              | Vallentuna, Uppland |       | 59.521593, 18.027860 | 10010803720001 | Ladda upp en bild av detta fornminne      |
| Vallentuna 372:2                  | Stensättning                     |              | Vallentuna, Uppland |       | 59.521623, 18.028155 | 10010803720002 | Ladda upp en bild av detta fornminne      |
| Vallentuna 372:3                  | Stensättning                     |              | Vallentuna, Uppland |       | 59.521636, 18.028428 | 10010803720003 | Ladda upp en bild av detta fornminne      |
| Vallentuna 373:1                  | Gravfält                         |              | Vallentuna, Uppland |       | 59.518383, 18.031771 | 10010803730001 | Ladda upp en bild av detta fornminne      |
| Vallentuna 377:1                  | Stensättning                     |              | Vallentuna, Uppland |       | 59.544201, 18.007692 | 10010803770001 | Ladda upp en bild av detta fornminne      |
| Vallentuna 378:1                  | Stensättning                     |              | Vallentuna, Uppland |       | 59.535061, 17.990614 | 10010803780001 | Ladda upp en bild av detta fornminne      |
| Vallentuna 379:1                  | Stensättning                     |              | Vallentuna, Uppland |       | 59.533388, 18.001225 | 10010803790001 | Ladda upp en bild av detta fornminne      |
| Vallentuna 380:1                  | Gravfält                         |              | Vallentuna, Uppland |       | 59.531799, 18.004812 | 10010803800001 | Ladda upp en bild av detta fornminne      |
| Vallentuna 381:1                  | Gravfält                         |              | Vallentuna, Uppland |       | 59.532368, 18.009113 | 10010803810001 | Ladda upp en bild av detta fornminne      |
| Vallentuna 382:1                  | Stensättning                     |              | Vallentuna, Uppland |       | 59.530385, 18.005515 | 10010803820001 | Ladda upp en bild av detta fornminne      |
| Vallentuna 382:2                  | Stensättning                     |              | Vallentuna, Uppland |       | 59.530264, 18.005530 | 10010803820002 | Ladda upp en bild av detta fornminne      |
| Vallentuna 383:1                  | Stensättning                     |              | Vallentuna, Uppland |       | 59.528470, 18.001326 | 10010803830001 | Ladda upp en bild av detta fornminne      |
| Vallentuna 388:1                  | Hällristning                     |              | Vallentuna, Uppland |       | 59.540276, 18.086804 | 10010803880001 | Ladda upp en bild av detta fornminne      |
| Vallentuna 389:1                  | Stensättning                     |              | Vallentuna, Uppland |       | 59.510575, 18.132783 | 10010803890001 | Ladda upp en bild av detta fornminne      |
| Vallentuna 390:1                  | Stensättning                     |              | Vallentuna, Uppland |       | 59.540684, 18.136917 | 10010803900001 | Ladda upp en bild av detta fornminne      |
| Vallentuna 391:1                  | Runristning                      |              | Vallentuna, Uppland |       | 59.531716, 18.075071 | 10010803910001 | Ladda upp en bild av detta fornminne      |
| Vallentuna 392:1                  | Hällristning                     |              | Vallentuna, Uppland |       | 59.540771, 18.086940 | 10010803920001 | Ladda upp en bild av detta fornminne      |
| Vallentuna 394:1                  | Hällristning                     |              | Vallentuna, Uppland |       | 59.542167, 18.088162 | 10010803940001 | Ladda upp en bild av detta fornminne      |
| Vallentuna 396:1                  | Hällristning                     |              | Vallentuna, Uppland |       | 59.550977, 18.094333 | 10010803960001 | Ladda upp en bild av detta fornminne      |
| Vallentuna 401:1                  | Hällristning                     |              | Vallentuna, Uppland |       | 59.541599, 18.088004 | 10010804010001 | Ladda upp en bild av detta fornminne      |
| Vallentuna 401:2                  | Hällristning                     |              | Vallentuna, Uppland |       | 59.541410, 18.088120 | 10010804010002 | Ladda upp en bild av detta fornminne      |
| Vallentuna 403:1                  | Hällristning                     |              | Vallentuna, Uppland |       | 59.551106, 18.068383 | 10010804030001 | Ladda upp en bild av detta fornminne      |
| Vallentuna 405:1                  | Stensättning                     |              | Vallentuna, Uppland |       | 59.555319, 18.060414 | 10010804050001 | Ladda upp en bild av detta fornminne      |
| Vallentuna 408:1                  | Hög                              |              | Vallentuna, Uppland |       | 59.500111, 18.138932 | 10010804080001 | Ladda upp en bild av detta fornminne      |
| Vallentuna 409:1                  | Hög                              |              | Vallentuna, Uppland |       | 59.499863, 18.140311 | 10010804090001 | Ladda upp en bild av detta fornminne      |
| Vallentuna 409:2                  | Stensättning                     |              | Vallentuna, Uppland |       | 59.499842, 18.140016 | 10010804090002 | Ladda upp en bild av detta fornminne      |
| Vallentuna 410:1                  | Hög                              |              | Vallentuna, Uppland |       | 59.536711, 18.133658 | 10010804100001 | Ladda upp en bild av detta fornminne      |
| Vallentuna 411:1                  | Runristning                      |              | Vallentuna, Uppland |       | 59.531397, 18.073761 | 10010804110001 | Ladda upp en till bild av detta fornminne |
| Vallentuna 421:1                  | Stensättning                     |              | Vallentuna, Uppland |       | 59.544817, 18.138714 | 10010804210001 | Ladda upp en bild av detta fornminne      |
| Vallentuna 422:1                  | Stensättning                     |              | Vallentuna, Uppland |       | 59.552236, 18.143619 | 10010804220001 | Ladda upp en bild av detta fornminne      |
| Vallentuna 422:2                  | Stensättning                     |              | Vallentuna, Uppland |       | 59.552077, 18.142797 | 10010804220002 | Ladda upp en bild av detta fornminne      |
| Vallentuna 423:1                  | Stensättning                     |              | Vallentuna, Uppland |       | 59.551409, 18.143080 | 10010804230001 | Ladda upp en bild av detta fornminne      |
| Vallentuna 427:1                  | Stensättning                     |              | Vallentuna, Uppland |       | 59.540046, 18.137651 | 10010804270001 | Ladda upp en bild av detta fornminne      |
| Vallentuna 427:2                  | Stensättning                     |              | Vallentuna, Uppland |       | 59.540151, 18.137521 | 10010804270002 | Ladda upp en bild av detta fornminne      |
| Vallentuna 428:2                  | Husgrund, förhistorisk/medeltida |              | Vallentuna, Uppland |       | 59.554536, 17.989450 | 10010804280002 | Ladda upp en bild av detta fornminne      |
| Vallentuna 437:1                  | Stensättning                     |              | Vallentuna, Uppland |       | 59.541243, 17.999479 | 10010804370001 | Ladda upp en bild av detta fornminne      |
| Vallentuna 437:2                  | Stensättning                     |              | Vallentuna, Uppland |       | 59.541163, 17.999530 | 10010804370002 | Ladda upp en bild av detta fornminne      |
| Vallentuna 437:3                  | Stensättning                     |              | Vallentuna, Uppland |       | 59.541098, 17.999582 | 10010804370003 | Ladda upp en bild av detta fornminne      |
| Vallentuna 443:2                  | Rest sten                        |              | Vallentuna, Uppland |       | 59.528469, 18.001325 | 10010804430002 | Ladda upp en till bild av detta fornminne |
| Vallentuna 446:1                  | Stensättning                     |              | Vallentuna, Uppland |       | 59.536176, 18.011471 | 10010804460001 | Ladda upp en bild av detta fornminne      |
| Vallentuna 447:1                  | Runristning                      |              | Vallentuna, Uppland |       | 59.556226, 18.013240 | 10010804470001 | Ladda upp en till bild av detta fornminne |
| Vallentuna 454:1                  | Stensättning                     |              | Vallentuna, Uppland |       | 59.541361, 18.141421 | 10010804540001 | Ladda upp en bild av detta fornminne      |
| Vallentuna 455:1                  | Stensättning                     |              | Vallentuna, Uppland |       | 59.545562, 18.137187 | 10010804550001 | Ladda upp en bild av detta fornminne      |
| Vallentuna 460:1                  | Hällristning                     |              | Vallentuna, Uppland |       | 59.544711, 18.124969 | 10010804600001 | Ladda upp en bild av detta fornminne      |
| Vallentuna 461:1                  | Hällristning                     |              | Vallentuna, Uppland |       | 59.543515, 18.072971 | 10010804610001 | Ladda upp en bild av detta fornminne      |
| Vallentuna 463:1                  | Hällristning                     |              | Vallentuna, Uppland |       | 59.523674, 18.036525 | 10010804630001 | Ladda upp en bild av detta fornminne      |
| Vallentuna 466:1                  | Stensättning                     |              | Vallentuna, Uppland |       | 59.569724, 18.095703 | 10010804660001 | Ladda upp en bild av detta fornminne      |
| Vallentuna 466:2                  | Stensättning                     |              | Vallentuna, Uppland |       | 59.569681, 18.095805 | 10010804660002 | Ladda upp en bild av detta fornminne      |
| Vallentuna 466:3                  | Stensättning                     |              | Vallentuna, Uppland |       | 59.569772, 18.095850 | 10010804660003 | Ladda upp en bild av detta fornminne      |
| Vallentuna 477:1                  | Stensättning                     |              | Vallentuna, Uppland |       | 59.515586, 18.098770 | 10010804770001 | Ladda upp en bild av detta fornminne      |
| Vallentuna 478:1                  | Stensättning                     |              | Vallentuna, Uppland |       | 59.516915, 18.094666 | 10010804780001 | Ladda upp en bild av detta fornminne      |
| Vallentuna 490:1                  | Stensättning                     |              | Vallentuna, Uppland |       | 59.551200, 18.037455 | 10010804900001 | Ladda upp en bild av detta fornminne      |
| Vallentuna 490:2                  | Stensättning                     |              | Vallentuna, Uppland |       | 59.551035, 18.037548 | 10010804900002 | Ladda upp en bild av detta fornminne      |
| Vallentuna 491:1                  | Hällristning                     |              | Vallentuna, Uppland |       | 59.546681, 18.124792 | 10010804910001 | Ladda upp en bild av detta fornminne      |
| Vallentuna 492:1                  | Hällristning                     |              | Vallentuna, Uppland |       | 59.552982, 18.151645 | 10010804920001 | Ladda upp en bild av detta fornminne      |
| Vallentuna 492:2                  | Hällristning                     |              | Vallentuna, Uppland |       | 59.553093, 18.151788 | 10010804920002 | Ladda upp en bild av detta fornminne      |
| Vallentuna 497:1                  | Stensättning                     |              | Vallentuna, Uppland |       | 59.567328, 18.099060 | 10010804970001 | Ladda upp en bild av detta fornminne      |
| Vallentuna 498:1                  | Stensättning                     |              | Vallentuna, Uppland |       | 59.575194, 18.098482 | 10010804980001 | Ladda upp en bild av detta fornminne      |
| Vallentuna 499:1                  | Stensättning                     |              | Vallentuna, Uppland |       | 59.516112, 18.076883 | 10010804990001 | Ladda upp en bild av detta fornminne      |
| Vallentuna 499:2                  | Stensättning                     |              | Vallentuna, Uppland |       | 59.516048, 18.076587 | 10010804990002 | Ladda upp en bild av detta fornminne      |
| Vallentuna 502:1                  | Röse                             |              | Vallentuna, Uppland |       | 59.509418, 18.056138 | 10010805020001 | Ladda upp en bild av detta fornminne      |
| Vallentuna 505:1                  | Stensättning                     |              | Vallentuna, Uppland |       | 59.516700, 18.092080 | 10010805050001 | Ladda upp en bild av detta fornminne      |
| Vallentuna 505:2                  | Stensättning                     |              | Vallentuna, Uppland |       | 59.516683, 18.092330 | 10010805050002 | Ladda upp en bild av detta fornminne      |
| Vallentuna 505:3                  | Stensättning                     |              | Vallentuna, Uppland |       | 59.516570, 18.092089 | 10010805050003 | Ladda upp en bild av detta fornminne      |
| Gallmosstorpet (Vallentuna 507:1) | Lägenhetsbebyggelse              |              | Vallentuna, Uppland |       | 59.516506, 18.089851 | 10010805070001 | Ladda upp en bild av detta fornminne      |
| Vallentuna 508:1                  | Lägenhetsbebyggelse              |              | Vallentuna, Uppland |       | 59.515715, 18.091785 | 10010805080001 | Ladda upp en bild av detta fornminne      |
| Vallentuna 511:1                  | Stensättning                     |              | Vallentuna, Uppland |       | 59.545073, 18.108747 | 10010805110001 | Ladda upp en bild av detta fornminne      |
| Vallentuna 511:2                  | Hög                              |              | Vallentuna, Uppland |       | 59.544904, 18.108388 | 10010805110002 | Ladda upp en bild av detta fornminne      |
| Vallentuna 539                    | Hög                              |              | Vallentuna, Uppland |       | 59.499484, 18.149394 | 12000000051837 | Ladda upp en bild av detta fornminne      |
| Vallentuna 555                    | Lägenhetsbebyggelse              |              | Vallentuna, Uppland |       | 59.564014, 17.998648 | 12000000104592 | Ladda upp en bild av detta fornminne      |
| Gråjåp (Vallentuna 566)           | Lägenhetsbebyggelse              |              | Vallentuna, Uppland |       | 59.564792, 18.001383 | 12000000104603 | Ladda upp en bild av detta fornminne      |
| Påtåsen (Vallentuna 568)          | Lägenhetsbebyggelse              |              | Vallentuna, Uppland |       | 59.565230, 18.003331 | 12000000104605 | Ladda upp en bild av detta fornminne      |
| Kullen (Vallentuna 571)           | Lägenhetsbebyggelse              |              | Vallentuna, Uppland |       | 59.566892, 18.011082 | 12000000104608 | Ladda upp en bild av detta fornminne      |
| Skopan (Vallentuna 573)           | Lägenhetsbebyggelse              |              | Vallentuna, Uppland |       | 59.569430, 18.104020 | 12000000104610 | Ladda upp en bild av detta fornminne      |
| Vallentuna 579                    | Lägenhetsbebyggelse              |              | Vallentuna, Uppland |       | 59.568783, 18.108629 | 12000000104616 | Ladda upp en bild av detta fornminne      |
| Vallentuna 589                    | Röse                             |              | Vallentuna, Uppland |       | 59.541332, 18.092140 | 12000000110332 | Ladda upp en bild av detta fornminne      |
| Vallentuna 591                    | Hällristning                     |              | Vallentuna, Uppland |       | 59.542185, 18.088164 | 12000000116161 | Ladda upp en bild av detta fornminne      |
| Vallentuna 592                    | Hällristning                     |              | Vallentuna, Uppland |       | 59.542342, 18.088297 | 12000000116164 | Ladda upp en bild av detta fornminne      |
| Vallentuna 593                    | Hällristning                     |              | Vallentuna, Uppland |       | 59.542434, 18.086197 | 12000000116166 | Ladda upp en bild av detta fornminne      |
| Vallentuna 594                    | Hällristning                     |              | Vallentuna, Uppland |       | 59.541151, 18.089172 | 12000000116168 | Ladda upp en bild av detta fornminne      |
| Vallentuna 595                    | Hällristning                     |              | Vallentuna, Uppland |       | 59.541833, 18.087358 | 12000000116172 | Ladda upp en bild av detta fornminne      |
| Vallentuna 596                    | Hällristning                     |              | Vallentuna, Uppland |       | 59.542481, 18.086145 | 12000000116174 | Ladda upp en bild av detta fornminne      |
| Vallentuna 597                    | Hällristning                     |              | Vallentuna, Uppland |       | 59.538951, 18.084598 | 12000000116390 | Ladda upp en bild av detta fornminne      |
| Vallentuna 598                    | Hällristning                     |              | Vallentuna, Uppland |       | 59.541228, 18.086941 | 12000000116392 | Ladda upp en bild av detta fornminne      |
| Vallentuna 599                    | Hällristning                     |              | Vallentuna, Uppland |       | 59.539614, 18.087015 | 12000000116396 | Ladda upp en bild av detta fornminne      |
| Vallentuna 600                    | Hällristning                     |              | Vallentuna, Uppland |       | 59.541139, 18.086430 | 12000000116398 | Ladda upp en bild av detta fornminne      |
| Vallentuna 601                    | Hällristning                     |              | Vallentuna, Uppland |       | 59.540493, 18.086289 | 12000000116400 | Ladda upp en bild av detta fornminne      |
| Vallentuna 602                    | Hällristning                     |              | Vallentuna, Uppland |       | 59.541483, 18.088688 | 12000000116402 | Ladda upp en bild av detta fornminne      |